# Acontiola boursini
Acontiola boursini is een vlinder uit de familie van de uilen (Noctuidae). De wetenschappelijke naam van deze soort werd voor het eerst voorgesteld als Ozarba boursini door Emilio Berio in een publicatie uit 1940.
De soort komt voor in Ethiopië en Somalië.